# Max Hastings
Max Hastings (nacido el 28 de diciembre de 1945) es un periodista y divulgador histórico británico. Es hijo de Macdonald Hastings, conocido corresponsal de guerra británico, y Anne Scott-James, asimismo periodista.
Hastings se formó en la Charterhouse School y en el University College de Oxford, que abandonó al cabo de solo un año. Fue durante muchos años corresponsal de guerra de la televisión BBC y el periódico londinense Evening Standard. Luego dirigió el Daily Telegraph y regresó como director al Standard en 1996, hasta su retiro, en 2001. Fue nombrado caballero en 2002.
En el ámbito hispanohablante es conocido especialmente como corresponsal de la Guerra de las Malvinas y como historiador de la Segunda Guerra Mundial.

## Obra traducida
- Armagedón: la derrota de Alemania, 1944-1945, Barcelona: Crítica, 2005, trad. David León. ISBN 9788484326502
- Némesis. La derrota del Japón, 1944-1945, Barcelona: Editorial Crítica, 2008, ISBN 9788484329633
- 1914, el año de la catástrofe, Barcelona: Editorial Crítica, 2013, trad. Gonzalo García y Cecilia Belza, ISBN 9789879317556